# Norton (Kansas)
Pour les articles homonymes, voir Norton.
La ville de Norton est le siège du comté de Norton, dans l’État du Kansas, aux États-Unis. Lors du recensement de 2010, sa population s’élevait à 2 928 habitants. Superficie totale : 5 km2 (1,9 mi2).

## Source
- (en) Cet article est partiellement ou en totalité issu de l’article de Wikipédia en anglais intitulé « Norton, Kansas » (voir la liste des auteurs).